# Barbara Kassab-Every
Barbara Kassab-Every foi uma pintora holandesa nascida na ilha caribenha de Saba, tendo vivido depois em St. Kitts.

## Biografia
Barbara Kassab nasceu em 1945 na ilha de Saba, nas Antilhas Holandesas. Desde jovem, Kassab começou a pintar paisagens da sua casa em Saba, incluindo retratos das colinas e estradas icónicas da ilha. Uma dessas imagens representando uma estrada em forma de S foi apresentada à Rainha da Holanda numa das suas visitas às Antilhas Holandesas.
Kassab tinha um irmão, Floyd Every. Depois de se mudar para St. Kitts, casou-se com Bichara Kassab e teve dois filhos: Brian e Sandra. Ela tinha um estúdio de arte na sua casa em Fortlands.

## Trabalho
Os trabalhos de Barbara Kassab foram exibidos no Canadá, Guiana, Barbados, St. Kitts e Curaçau.